# Allan Prior
Pour les articles homonymes, voir Prior.
Allan Prior, né le 13 janvier 1922 à Newcastle upon Tyne, dans le Northumberland, en Angleterre, et mort le 1er juin 2006 à St Albans dans le Hertfordshire, est un écrivain et scénariste britannique, auteur de roman policier.

## Biographie
Après des études à Blackpool, il sert pendant la Seconde Guerre mondiale dans la Royal Air Force.
En 1952, il publie son premier roman, A Flame in the Air. Le roman policier intitulé Trois de la manouche (One Away), publié en 1962, obtient une récompense de la Crime Writers' Association et est adapté sous le titre éponyme dans un film britannique réalisé par Sidney Hayers en 1976. L'un de ses meilleurs titres est La Belle Ouvrage (The Operators, 1967), dans lequel « une fille trahit son père engagé dans une combine douteuse pour lui voler une valise de drogue : peinture d'une famille sordide où la haine le dispute à l'attirance sexuelle et où l'argent est devenu le lien des relations affectives ».
À partir de 1956, Prior écrit des pièces radiophoniques, puis, à partir de 1960, de nombreux scénarios pour des séries télévisées. Il est le cocréateur de la série Z-Cars, dont il écrit le scénario de cent un épisodes. Il est crédité de plus de deux cent trente scénarios pour la télévision.

## Œuvre

### Romans

#### SérieOld Man and Me
- The Old Man and Me (1994)
- The Old Man and Me Again (1996)

#### Autres romans
- A Flame in the Air (1951)
- The Joy Ride (1952)
- The One-eyed Monster (1958)
- One Away (1962) Publié en français sous le titre Trois de la manouche, Paris, Presse de la Cité, coll. « Un mystère » no 633 (1962)
- Z Cars Again (1963)
- The Interrogators (1965) Publié en français sous le titre Une petite ville bien tranquille, Presses de la Cité (1966)
- The Operators (1966) Publié en français sous le titre La Belle Ouvrage, Paris, Gallimard, coll. « Série noire » no 1195 (1968)
- The Loving Cup (1968)
- The Charmer (1970)
- The Contract (1970)
- Theatre (1970)
- Paradiso (1972)
- Affair (1976)
- Never Been Kissed in the Same Place Twice (1978)
- The Big March (1983)
- Her Majesty's Hit Man (1986)
- Fuhrer (1991)

### Autre publication
- Script to Screen: The Story of Five Television Plays : 'from Z Cars to the Charmer' (1996)

## Filmographie

### Adaptation
- 1976 : One Away (en), film britannique, adaptation du roman éponyme réalisée par Sidney Hayers

### Scénarios pour le cinéma
- 1972 : All Coppers Are..., film britannique réalisée par Sidney Hayers
- 1979 : King Solomon's Treasure, film britannico-canadien réalisé par Alvin Rakoff

## Sources
- Claude Mesplède (dir.), Dictionnaire des littératures policières, vol. 2 : J - Z, Nantes, Joseph K, coll. « Temps noir », 2007, 1086 p. (ISBN 978-2-910686-45-1, OCLC 315873361), p. 576-577.
- Claude Mesplède, Les années "Série noire" : bibliographie critique d'une collection policière, vol. 3 : 1966-1972, Amiens, Editions Encrage, coll. « Travaux / 22 », 1994, 4 p. (ISBN 978-2-906389-53-3), p. 115.
- Claude Mesplède et Jean-Jacques Schleret, SN, voyage au bout de la Noire : inventaire de 732 auteurs et de leurs œuvres publiés en séries Noire et Blème : suivi d'une filmographie complète, Paris, Futuropolis, 1982 (OCLC 11972030), p. 300-301